# Massimo Gabutti
Massimo Gabutti (Torino, 2 agosto 1959) è un imprenditore e produttore discografico italiano.
È Managing Director della casa di produzione Bliss Corporation, Amministratore delegato di GZ2538 Publishing.
Fra le sue produzioni più famose gli Eiffel 65, Dari, Gabry Ponte, Da Blitz e Bliss Team.
Opera prevalentemente nel campo della musica Elettronica e Pop e coordina le attività di produzione Audio, Video e Promozionali delle etichette della Bliss Corporation e di Fondazione Sonora.

## Biografia

### Gli esordi
Comincia la sua attività professionale nel 1983 realizzando il brano dance Talk About dei Phaeax, finanziato da Luciano Zucchet, che in seguito diventerà suo socio nella società di produzione Bliss Corporation e nella Società editoriale GZ2538.
Il brano ha un immediato riscontro nel circuito Dance, e, dopo l'uscita iniziale CGD il singolo verrà in seguito anche pubblicato da JDC Records INC., ZYX Records, High Fashion Music, Hot Point, Dureco Benelux, High Fashion Music, Dee Jay's Gang, 12 Inch Stars.
Nel 1986 si trasferisce a Londra (città in cui tornerà più volte dalla fine degli anni 80 fino agli inizi degli anni 90), dove collabora con diversi produttori, sbarcando il lunario con lavori precari.
I contatti con gli A/R della maggior parte delle Case discografiche locali si rivelano infruttuosi e nessun suo brano viene pubblicato in quel periodo.
Tornato in Italia, dal 1988 al 1990 crea e produce il duo Rap femminile ante-litteram Lorimeri con cui arriva secondo al Festivalbar del 1990 con il brano Tell Me Why dietro all'allora esordiente Luciano Ligabue. L'album delle Lorimeri Una Storia Fantastica e i 3 Singoli Ragazze, Tell Me Why e Una Storia Fantastica vengono pubblicati da CGD.

### Periodo milanese
Nel 1990 si trasferisce a Milano, dove viene ingaggiato come musicista da Claudio Cecchetto e Jovanotti per la lavorazione di Giovani Jovanotti, il terzo album dell'artista toscano, con cui crea, in qualità di coautore delle parti musicali, i brani Gente della notte, I numeri, C'è bisogno di te, Giovane sempre, Diritti e doveri, Never let me go. (fonte: SIAE)
Lavora dal 1990 al 1992 nello studio di produzione milanese NTM di Roberto Turatti e Mario Natale collaborando ai progetti di Jo Squillo, Sabrina Salerno, Stefano Secchi in qualità di musicista e alla produzione della colonna sonora dello spettacolo Televisivo Sabato al Circo di Rete 4 di cui cura la colonna sonora.
Sempre nello stesso anno lavora con la Propio Rec. di Alex Peroni e Stefano Secchi come Tour Manager per il gruppo Co.Ro. nei tour in Italia, Spagna, Svizzera, Belgio.
Lavora inoltre come musicista e coautore dei brani We Are Easy To Love () ed A Brighter Day (Fonte: Discogs) di Stefano Secchi.

### Bliss Corporation
Nel 1992 ritorna a Torino, finanziato dal suo socio Luciano Zucchet, apre la Bliss Corporation, specializzandosi in produzioni Dance.
Il successo è quasi immediato con l'entrata in classifica l'anno seguente al settimo posto di People Have The Power(fonte: Hit Parade Italia) dei Bliss Team gruppo interno della Bliss Corporation, composto da Gianfranco Randone alla voce e Roberto Molinaro.
Nel 1993 crea i Da Blitz che opereranno con successo fino al 1996. Il gruppo, formato in Bliss Corporation, risultava composto dalla cantante Viviana Presutti e dal compositore Simone Pastore, con la collaborazione di Domenico Capuano e Gianfranco Randone.
I Da Blitz entrano ripetutamente nella classifica Italiana con Let me be (massima posizione numero 11) Take My Way e Stay with Me con cui raggiungono finalmente la posizione numero 1 (fonte: hitparadeitalia). I Da Blitz entreranno in classifica ancora con i brani Movin' on (Max Pos.#4)Take Me Back (Max Pos.#4), e I Believe (Max Pos.#8)
Negli stessi anni Gabutti produce una serie di successi minori ma significativi nella scena Dance italiana fra questi, Anybody Anyway (Max Pos.#7) e Don't Stop di DJ Prezioso, In the Name Of Love di Vandana, This is the Time di Blyzart, ma soprattutto You Make Me Cry (Max Pos.#13) Hold On To Love (Max Pos.#8) e Love is Forever di nuovo con i Bliss Team.

### Eiffel 65
Alla fine del 1998 produce Eiffel 65, gruppo formato da musicisti e DJ della Bliss Corporation, composto da Gabry Ponte, Gianfranco Randone e Maurizio Lobina, con la collaborazione di Domenico Capuano.
Nel 1999 con l'album Europop la produzione arriverà alla Pos.# 4 delle classifiche USA vendendo un totale di 3.800.000 copie (fonte: BlissCo.) ottenendo anche buone recensioni sulla stampa americana (Ref: Pop Matters, Entertainment Weekly All Music) e con il singolo Blue(Da ba dee) di cui Gabutti sarà coautore, diventerà uno dei maggiori successi di vendita internazionali partiti dall'Italia e sarà certificato Disco di Diamante in Francia, Triplo Platino in Australia e Svezia, Doppio Platino in Germania e Svizzera, Platino in Inghilterra e Austria, Oro in Canada e Olanda per un totale di 2.440.000 singoli certificati in quei paesi oltre alle vendite non certificate da organismi ufficiali per un totale generale, incluse le compilation, di oltre 9.000.000 di copie vendute (fonte: Bliss Corporation), Inoltre nell'anno 2000 guadagna la prima posizione SIAE come Canzone Italiana più suonata nel mondo (Fonte: SIAE, La Repubblica).
Nel 2000 un altro singolo estratto dall'album, Move Your Body viene certificato Platino in Australia e Francia e Oro in Austria, Germania e Svizzera per un totale certificato di 750.000 copie oltre alle vendite non certificate da organismi ufficiali per un totale generale, incluse le compilation, di oltre 1.500.000 copie (fonte: Bliss Corporation).
Dal punto di vista dei live shows, Gabutti organizza nel frattempo una serie di concerti in Germania, Francia, Paesi Bassi, Spagna, Egitto, Danimarca, Bielorussia, Lettonia, Estonia, Lituania, Finlandia, Svezia, Russia, Canada e un tour di 3 mesi negli USA che porta gli Eiffel 65 a esibirsi nello stadio dei Dodgers a Los Angeles di fronte a 75.000 spettatori (Fonte: Corriere della Sera).
Oltre a Move your Body anche il terzo singolo estratto dall'album Too Much Of Heaven arriva al numero 1 della classifica italiana(Fonte: Hit Parade Italia).
Nel 2001 viene pubblicato l'album Contact, da cui viene estratto il singolo Lucky (in My Life).
Nel 2003 abbandonata la Warner che pubblicò in Italia i 2 precedenti album, Gabutti produce l'album di passaggio alla Universal Eiffel 65(Max Pos.#18) con gli Eiffel 65 che nel frattempo partecipano al Festival di Sanremo 2003 risultando con il brano in concorso Quelli che non hanno età (Max. Pos. numero 4) il singolo più venduto in uscita dal Festival di quell'anno. I singoli successivi saranno Viaggia insieme a me (Max. Pos. numero 10), Una Notte e forse mai più (Max Pos. numero 14).
Contemporaneamente con la nuova azienda BlissCo Media, formata nel frattempo con Celestino Gianotti, regista della maggior parte dei video di Eiffel 65, produce Zorotl un cartone animato 3D derivante da un spin-off del video originale di Blue(Da ba dee)che viene pubblicato dalla BMG tedesca con il brano I Wanna Be.
Nel 2006 Eiffel 65 cessano la loro attività, avendo fino a quel momento venduto circa 14 milioni di dischi) e nel 2010 l'attività viene ripresa in seguito di una reunion per la produzione di un quarto album ed esibizioni in varie discoteche italiane.

### Altre produzioni
Nel frattempo dal 2003 al 2006 produce i 2 album del DJ Gabry Ponte, Doctor Jeckyll and Mr. DJ e Gabry Ponte entrambi pubblicati da Universal Italy, entrando nelle classifiche Nazionali con i singoli Geordie (Max Pos.#15 fonte:HitParadeItalia) e La Danza delle streghe (Max Pos.#5).
Nel 2004 produce il remix Dragostea din tei - Haiducii vs Gabry Ponte (c) p) Universo s.p.a) che arriva alla numero 1 della classifica di vendita italiana (fonte:HitParadeItalia).
Contemporaneamente produce anche la collaborazione dell'artista italiano anni'60 Little Tony con Gabry Ponte nel singolo Figli di Pitagora che rimane per 15 settimane (Max Pos.#21) nelle classifiche Italiane (fonte: A.Charts.us).
Nel 2006 insieme a Gabry Ponte, fa uscire Karmah che con il singolo-cover Just Be Good To Me, una vecchia produzione mash-up risalente al 1997 e che non era però mai stata pubblicata, il singolo era cantato da Gianfranco Randone e Viviana Presutti (Da Blitz). Il singolo rimane per 34 e 24 settimane consecutive nella classifica tedesca e austriaca rispettivamente (Max Pos numero 5 in Germania e numero 2 in Austria. Fonte:A.Chart.us) Il gruppo, rappresentato live dal Rapper Juliano Bozzano e dalla Cantante Elisa Bava, pubblica anche un album, Be Good To Me, per Universal Germany.

### Fondazione Sonora
Nel 2007, con l'ausilio dei Produttori artistici Domenico Capuano e Federico Malandrino, Gabutti estende le produzioni della Bliss Corporation, fondando l'etichetta Fondazione Sonora, completamente dedicata al mondo Indie Italiano.
Le prime produzioni si dirigono verso la ricerca video-sonora, come l'esperimento di Non è la Fine della Teoria delle Orbite e i gruppi cross over Amotivo con Se Fossi Fuoco e Banshis con Molecole e Ormoni.
Nel 2008, con il gruppo emotronico dARI con Wale (tanto wale) ottiene un eccellente successo mediatico raggiungendo con il video omonimo, oltre 2 milioni di views su YouTube () ed entrando con l'album Sottovuoto Generazionale nel settembre dello stesso anno direttamente al numero 12 della classifica Italiana (Fonte:A.Charts.us).
nel novembre 2008 un secondo singolo Tutto Regolare viene estratto dall'album e pubblicato da EMI Italia 
Sempre per i dARI produce nel 2010 l'album In Testa da cui vengono estratti i singoli/video Più di Te e Da me
Per il gruppo produce anche la webreality series Dari4Real e il libro TuttoDARIfare pubblicato da Sperling & Kupfer 
Nell'Inverno 2008 organizza in coproduzione con l'agenzia Live in Italy il Tour italiano del gruppo
Attualmente fanno parte della sua squadra il gruppo Glam/Rock Dramalove (il cui album Condannati a Sognare è stato pubblicato il 7 maggio 2010), gli Indie The Wonkies e il cantautore Anthony.

## Riconoscimenti
Nomination ai Grammy Awards del 2001 per le vendite dell'album Europop negli USA,(Fonte:Universal), World Music Award di Montecarlo nel 2000), premio del Winter Music Conference di Miami del 1999, BMI Dance Award del 2000, Premio Italiano della Musica del 2000, l'Italian Music Award FIMI del 2001 il premio Meeting delle Etichette indipendenti del 2008, Premio Videoclip Italiano del 2008 come Video Rivelazione dell'anno per Wale dei dARI.

## Iniziative Tecnologiche
Nel 1992, ispirandosi alle tecniche sviluppate dal produttore bresciano Gianfranco Bortolotti, crea il sistema di produzione BlissCo, basato su team di Artisti / Produttori operanti in piccoli studi di registrazione informatizzati e interconnessi, che svilupperà in seguito nel sistema MyBlissCo di produzione e pubblicazione online.
Nel 1999 comincia a implementare in maniera regolare i Fans Forum dei propri artisti - ai tempi Eiffel 65 e Gabry Ponte - come mezzo di contatto e fidelizzazione dei fans.
Nel 2006 crea il portale di vendita di musica online Danceria.com
Nel 2008 per la promozione dei dARI si affida al marketing virale creando la serie video-reality Dari4Real, rendendola disponibile nei formati telefonici e web.
Basandosi sui contatti canalizzati dai social networks sul forum dei dARI crea il dARI Street Team DariForce che si rende direttamente protagonista della promozione e della pressione sui media tradizionali.
Anche per la produzione Video, altra attività fondante della sua carriera ha sempre privilegiato l'uso di macchine digitali ad Alta Definizione operanti in teatri di posa green screen e scenografie costruite in computer grafica, piuttosto che il ricorso a metodologie tradizionali come pellicola e teatri di posa.

## Videoclip
Con un passato scolastico specializzato in Fotografia e Cinematografia, Massimo Gabutti ha spesso curato direttamente la regia e la produzione dei video dei propri artisti, in collaborazione con Celestino Gianotti fino al 2004 con cui ha fondato l'azienda BlissCo Media e con Fabio Salituro dal 2005 fino ad oggi.
- Amotivo - Se fossi fuoco (2007)
- Arialuce - Solo cercando (2007)
- Banshis - Molecole e ormoni (2007)
- dARI - Wale (tanto wale) (2008), Tutto regolare (2008), Non pensavo (feat. Max Pezzali) (2009), Casa casa mia (2009), Più di te (2010), Da me (2010), Bonjour (2010), Amore folle (2014)
- DB Pure - Fire and Passion (2012)
- DJs from Mars - Who Gives a F**k About Djs (2008), Dirty Mary (My Name Is) (2008)
- Dramalove - Stelle (2010)
- Fonokit - No Money No Cash (2009)
- Freakadelika - Just Freakin' (2007)
- Gabry Ponte - U.N.D.E.R.G.R.O.U.N.D. (2006), The Point of No Return (2006)
- Infranti Muri - Contro i giganti (2011), Non ti lascio (2011)
- La Frequenza - Credimi (2008)
- Rudeejay vs. Freaks Jam - Follow Your Heart (2010), The Rythm Is Magic (feat. Jenny B) (2011)
- The Wonkies - Dimmi come mai (2011)

## Fiction & Reality
Nel 2008 cura la webreality in 8 puntate dARI4Real in seguito trasmessa dall'emittente All Music, mentre nel 2010 produce per conto di MTV la miniserie Natale Non Esiste trasmessa dall'emittente nel dicembre 2009

## Remix
Ha prodotto rmx per Vasco Rossi, gli 883, Nek, S-Club 7, gli Aqua, Tony Braxton, Jean Michele Jarre, Kool & The Gang, The Bloodhound Gand, Laura Pausini, Elio e le Storie Tese, Piero Pelù, Zucchero, Ann Lee, Lutricia McNeal, Alphaville, Kim Lukas, Andreas Johnson.

## Discografia Principale
- dARI - 2010 In Testa (EMI /BlissCO)
- dARI -2008 Sottovuoto Generazionale (EMI /BlissCO)
- Karmah - 2006 Be Good To Me (UNIVERSAL /BlissCo)
- Gabry Ponte - 2006 Gabry Ponte
- Gabry Ponte - 2004 Doctor Jeckyll and Mr. DJ
- Eiffel 65 - 2003 Eiffel65 (Universal / BlissCo) / 2001- Contact (Warner/ BlissCo) / 1999 Europop (Warner/ BlissCo)
- Da Blitz - 1993-2006 Da Best Of Da Blitz (BlissCo)
- Bliss Team 1992 – 2006 Best of Bliss Team (BlissCo)